# Merdžanići
Merdžanići är en ort i Bosnien och Hercegovina.   Den ligger i entiteten Federationen Bosnien och Hercegovina, i den centrala delen av landet, 40 km väster om huvudstaden Sarajevo. Merdžanići ligger 786 meter över havet och antalet invånare är 138.
Terrängen runt Merdžanići är kuperad åt nordost, men åt sydväst är den bergig. Merdžanići ligger nere i en dal. Närmaste större samhälle är Fojnica, 6,0 km öster om Merdžanići.
Omgivningarna runt Merdžanići är en mosaik av jordbruksmark och naturlig växtlighet. Runt Merdžanići är det ganska tätbefolkat, med 93 invånare per kvadratkilometer.